# Fratellanza Sportiva Sestrese 1950-1951
Questa voce raccoglie le informazioni riguardanti la Fratellanza Sportiva Sestrese nelle competizioni ufficiali della stagione 1950-1951.

## Rosa
| N. |                   | Ruolo | Calciatore    |
| -- | ----------------- | ----- | ------------- |
|    | Italia (bandiera) | A     | C. Barbini    |
|    | Italia (bandiera) | A     | E. Bottino    |
|    | Italia (bandiera) | D     | D. Cavanna    |
|    | Italia (bandiera) | C     | G. Della Noce |
|    | Italia (bandiera) | A     | A. Geirola    |
|    | Italia (bandiera) | C     | G. Gonella    |
|    | Italia (bandiera) | P     | L. Griggi     |
|    | Italia (bandiera) | C     | G. Guasti     |

| N. |                   | Ruolo | Calciatore      |
| -- | ----------------- | ----- | --------------- |
|    | Italia (bandiera) | D     | Domenico Macciò |
|    | Italia (bandiera) | D     | M. Nespolo      |
|    | Italia (bandiera) | A     | R. Paganelli    |
|    | Italia (bandiera) | C     | M. Parodi       |
|    | Italia (bandiera) | A     | F. Pellicari    |
|    | Italia (bandiera) | C     | G.B. Penzo      |
|    | Italia (bandiera) | A     | H. Tonini       |